# Genito
Genito is een bestuurslaag in het regentschap Magelang van de provincie Midden-Java, Indonesië. Genito telt 3330 inwoners (volkstelling 2010).